# Lesnická fakulta Technické univerzity ve Zvolenu

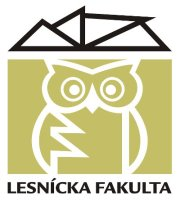
Logo

Lesnická fakulta Technické univerzity ve Zvolenu (zkr. LF TUZ) je jednou ze čtyř fakult Technické univerzity ve Zvolenu.

## Historie
Ve Zvolenu fakulta sídlí od roku 1952. Je pokračovatelkou novodobého lesnického vysokoškolského vzdělávání, jehož vznik se spojuje se zřízením lesnického ústavu na Vyšší odborné hornické škole - akademii v Banské Štiavnici v roce 1807.
V současnosti má Lesnická fakulta jedinečné postavení v systému slovenského vysokoškolského vzdělávání. Jako jediná poskytuje bakalářské, inženýrské a doktorské programy se zaměřením na lesnictví, aplikovanou zoologii a myslivost. Rozvíjí vědecký výzkum s ohlasy na mezinárodní úrovni. Důraz klade i na aplikaci jeho výsledků v lesnické hospodářské praxi. V různých formách a stupních studia každoročně na fakultě studuje kolem 1 000 studentů. Ve zprávách nezávislé Akademické rankingové a ratingové agentury (ARRA) se Lesnická fakulta pravidelně vyskytuje na předních místech žebříčku hodnocení fakult slovenských vysokých škol. Fakulta má rozsáhlou mezinárodní spolupráci s akademickými a vědeckými institucemi na všech obydlených kontinentech. Studentům kromě kvalitního vzdělání dává také široké možnosti pro zájmovou činnost: známý je folklorní soubor Poľana a kroužky - trubačský, kynologický, lovecký a další. K známým studentským tradicím patří svätohubertovská mše, věšení buly a každoroční stavění májů.

## Struktura fakulty
Exekutivu lesnické fakulty tvoří její vedení, které se skládá z děkana, tří proděkanů a tajemnice. Samosprávným orgánem je Akademický senát lesnické fakulty. Dalšími orgány fakulty jsou kolegium děkana a vědecká rada. Fakulta má sedm kateder:
- Katedra ekonomiky a řízení lesního hospodářství
- Katedra fytologie
- Katedra hospodářské úpravy lesů a geodézie
- Katedra lesní těžby, logistiky a meliorací
- Katedra ochrany lesa a myslivosti
- Katedra pěstování lesa
- Katedra přírodního prostředí

Mezi významné pracoviště fakulty patří Vysokoškolský lesnický podnik, Arboretum Borová hora a Slovenská lesnická a dřevařská knihovna.

## Rozvoj fakulty
Rozvoj lesnické fakulty se v posledních letech realizuje zejména ze zdrojů projektů ze strukturálních fondů EU. Tyto projekty, zaměřené zejména na budování center excelence, rozhodující měrou přispěly k rozvoji vědecko-výzkumné infrastruktury LF v nedávném období. Fluorescenční mikroskop, atomový silový mikroskop, rentgenový analyzátor, širokopásmový spektrofotometr, mastercykler, laminární flowbox, autokláv - to jsou jen některé z přístrojů, které byly zakoupeny ze strukturálních fondů za účelem modernizace přístrojového vybavení fakulty a řešení aktuálních problémů výzkumu. Vzniklo několik unikátních laboratoří a pracovišť mezinárodního významu. K nim je třeba určitě zařadit "virtuální jeskyni", zařízení k modelování virtuální reality lesa v procesu výuky. Finanční prostředky ze strukturálních fondů EU byly použity také k technickému zhodnocení a modernizaci stávajících prostor poslucháren, laboratoří a konferenčních místností fakulty. Výukové prostory fakulty jsou vybaveny moderní didaktickou technikou.